# Opius pilgrimorum
Opius pilgrimorum är en stekelart som beskrevs av Fischer 1972. Opius pilgrimorum ingår i släktet Opius och familjen bracksteklar. Inga underarter finns listade i Catalogue of Life.